# 内藤耕
内藤 耕（ないとう こう）は、日本の工学者。工学博士。一般社団法人サービス産業革新推進機構代表理事。
金属鉱業事業団（現在の石油天然ガス・金属鉱物資源機構）、世界銀行グループ、産業技術総合研究所を経て現職。

## 著書
- 『サービス工学入門』（編著）東京大学出版会、2009年
- 『江戸・キューバに学ぶ“真”の持続型社会』（共著）日刊工業新聞社、2009年
- 『サービス産業進化論』（共著）生産性出版、2009年、
- 『サービス産業生産性向上入門：実例でよくわかる！』日刊工業新聞社、2010年
- 『「最強のサービス」の教科書』講談社《講談社現代新書》、2010年
- 『消費者行動の科学』（編著）東京電機大学出版、2010年
- 『「がんこ」の挑戦―抜きん出たおもてなしを創り出す』（共著）生産性出版、2011年
- 『お客様を呼び戻せ！　東日本だし震災　サービス復興の証言』日経BP社、2011年
- 『「売れない時代」の新・集客戦略―コスト削減に向けた顧客モチベーション・マーケティング』東洋経済新報社、2011年
- 『サービス工学：51の技術と実践』（監修）朝倉書店、2012年
- 『いい旅館にしよう！』（編著）、旅行新聞新社、2014年
- 『サービス産業 労働生産性の革新 理論と実務』旅行新聞新社、2015年